# Universitat Rockefeller
La Universitat Rockefeller és una universitat privada de recerca biomèdica a la ciutat de Nova York, als Estats Units. Se centra principalment en les ciències biològiques i mèdiques i ofereix programes de doctorat i postdoctorat. Està classificada com a "Institució de recerca". Rockefeller és l'institut de recerca biomèdica més antic dels Estats Units.
L'Institut Rockefeller per a la Recerca Mèdica (The Rockefeller Institute for Medical Research), precursor de la universitat, va ser fundat el 1901 per John D. Rockefeller, que anteriorment havia fundat la Universitat de Chicago. L'Institut va canviar el seu nom a universitat el 1965 en incloure entre les seves finalitats l'ensenyament.
L'any 2018, entre els 82 professors de la universitat, hi havia 37 membres de l'Acadèmia Nacional de Ciències, 17 membres de l'Acadèmia Nacional de Medicina, set guanyadors del premi Lasker i cinc premis Nobel. A març de 2022, un total de 26 premis Nobel estaven afiliats a la Universitat Rockefeller.
La universitat es troba a l'Upper East Side de Manhattan, entre els carrers 63 i 68 de l'avinguda York. Richard P. Lifton es va convertir en l'onzè president de la universitat l'1 de setembre de 2016. The Rockefeller University Press publica el Journal of Experimental Medicine, el Journal of Cell Biology i The Journal of General Physiology.